# Ferdinand Goetz

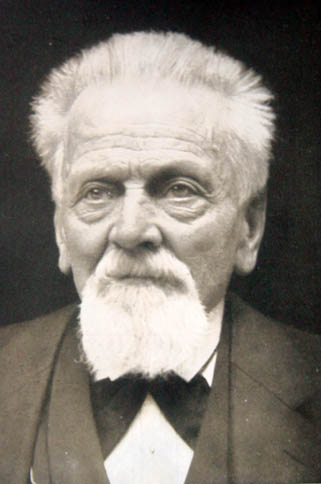
Ferdinand Goetz um 1910

Ferdinand Hermann Wilhelm Goetz (* 24. Mai 1826 in Leipzig; † 13. Oktober 1915 ebenda) war Arzt, Vorstandsvorsitzender der Deutschen Turnerschaft sowie Abgeordneter des Norddeutschen Reichstags und des Deutschen Reichstags (direkt gewählt in den Jahren 1887 und 1890) für die Nationalliberale Partei.

## Leben
Am 24. Mai 1826 wurde Ferdinand Goetz als achtes Kind des aus Nürnberg stammenden Städtischen Wagedirektors und Sächsischen Oberzollinspektors Friedrich Wilhelm Goetz und dessen Ehefrau Elfriede, geb. Oppermann, in Leipzig geboren.

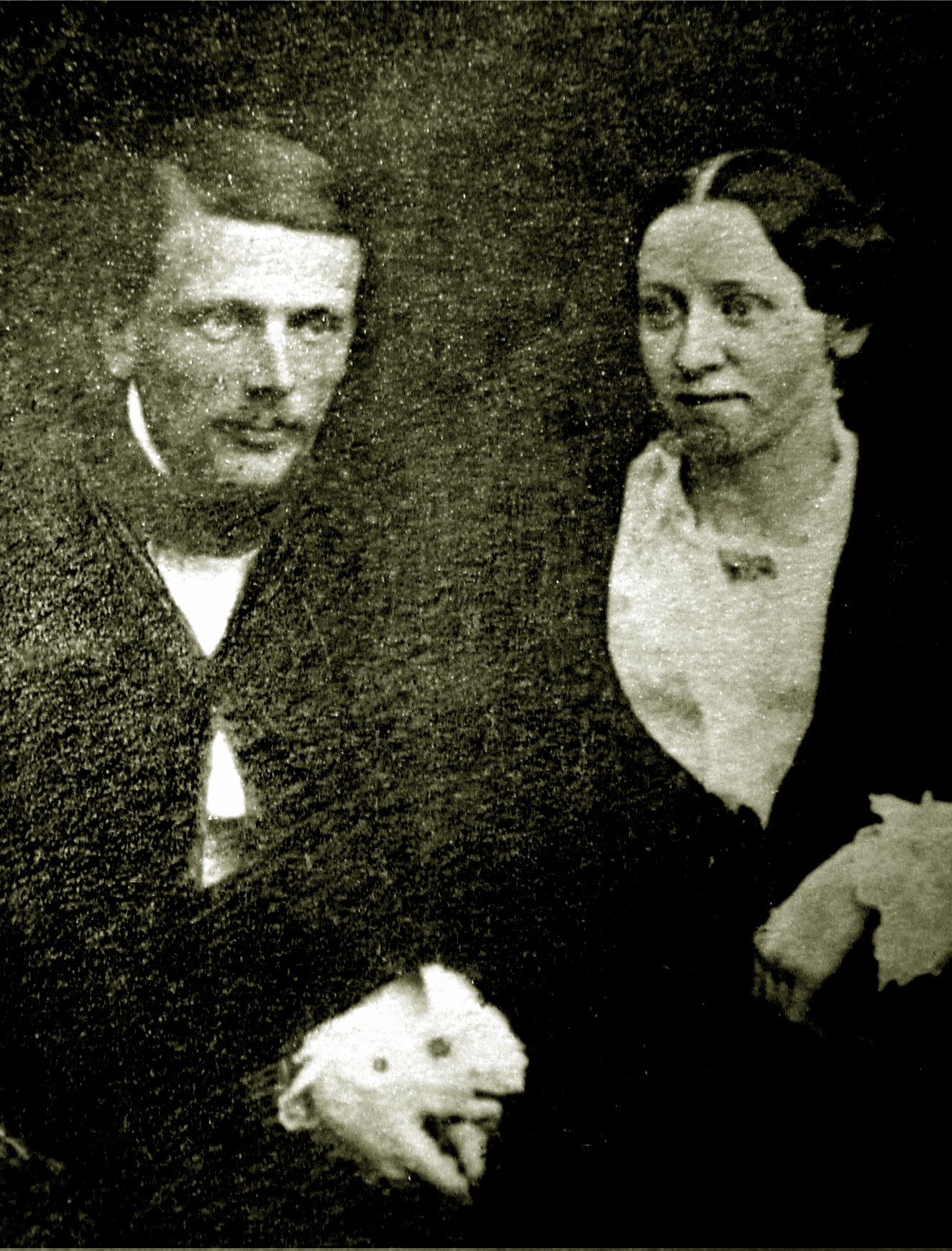
Ferdinand und Minna Goetz um 1860

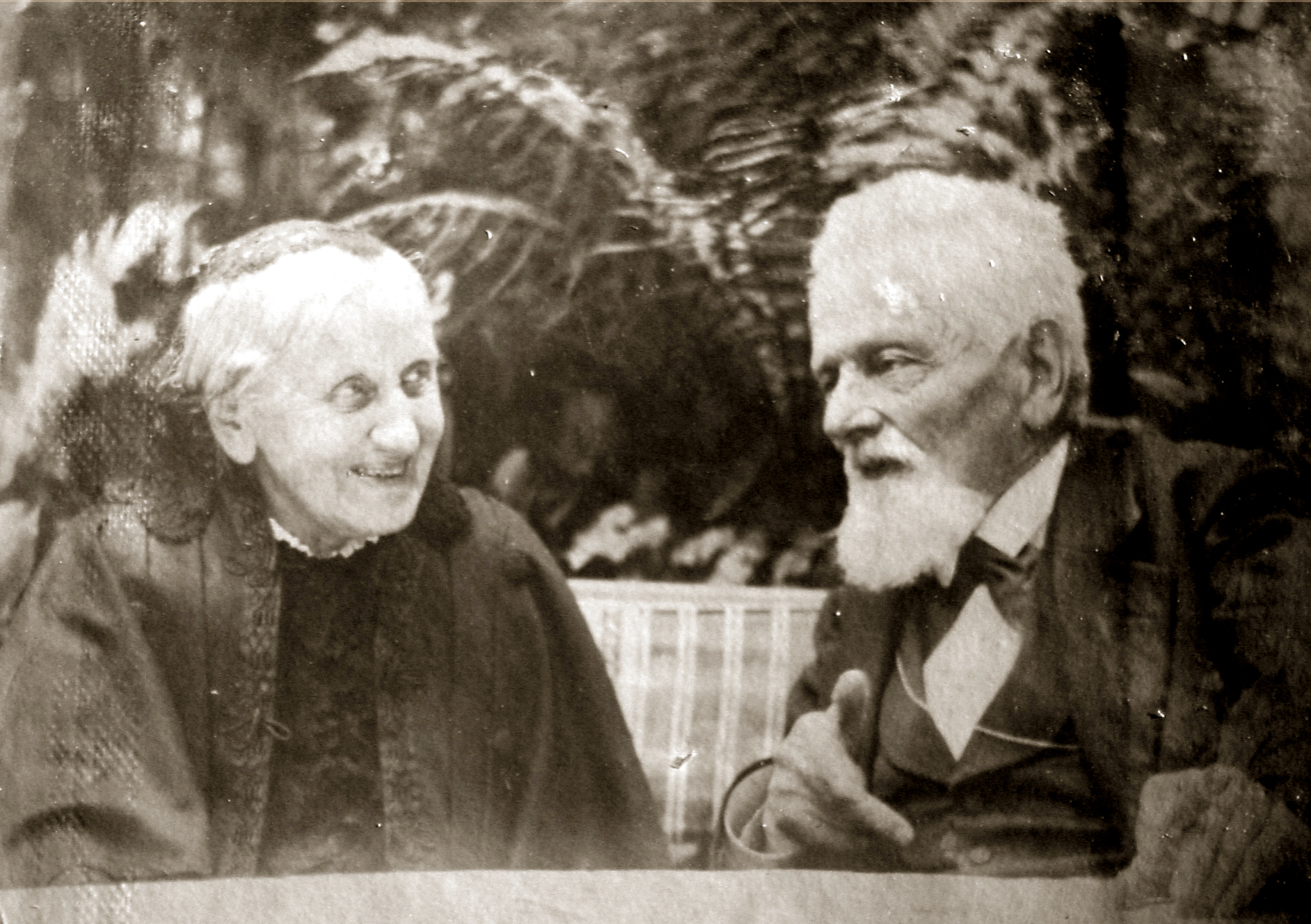
… und um 1910

Nach seinem Abitur an der Thomasschule zu Leipzig, begann Goetz 1846 ein Medizinstudium an der Universität in Leipzig und trat im selben Jahr in die Burschenschaft Kochei Leipzig und später in die Burschenschaft Wartburg Leipzig ein.
Für seinen späteren Lebensweg war wohl der Turn- und Fechtunterricht bei Heusinger und Gustav Berndt, dem Fechtmeister an der Thomasschule, wegweisend. Auf einer Pfingstfahrt 1847 traf er mit dem „Turnvater“ Friedrich Ludwig Jahn (1778–1852) in Freyburg an der Unstrut zusammen, was für seinen Lebensweg ein bedeutungsvolles Ereignis war.
Als Teilnehmer an vorrevolutionären Ereignissen von 1848 wurde er 1848 aus Leipzig ausgewiesen. Am Dresdner Maiaufstand 1849 war Goetz vorrangig mit der Pflege von Verwundeten beteiligt, weshalb man ihn nur mit Untersuchungshaft bestrafte. Dennoch musste er Behinderungen bei dem Abschluss seines Medizinstudiums hinnehmen. Er saß auch mehrfach im Karzer ein.
1850 promovierte Goetz und begann 1851 seine berufliche Laufbahn als Leibarzt sowie als praktischer Arzt in Geithain. Im Jahr 1853 erfolgte die Heirat mit Minna Dornblüth (1828–1917), die aus Plau am See in Mecklenburg stammte. Auch ihr Vater, Ludwig Dornblüth (1784–1857), war Arzt.
1855 kehrte Goetz nach Leipzig zurück und übernahm eine Praxis im heutigen „Goetz-Haus“ in Lindenau, welches sein Bruder, der Rechtsanwalt Heinrich Goetz, kaufte und ihm und seiner Familie überließ. Von seinen fünf Kindern erlangten die Söhne Paul als Eisenbahningenieur und Direktor der Leipziger Straßenbahngesellschaft sowie Walter (1867–1958) als Historiker der Renaissance und der Reformation eine größere Bedeutung.
In den folgenden 60 Jahren wirkte Goetz als praktischer Arzt und ging als „Töppchendoktor von Lindenau“, wie er auch genannt wurde, in die Lindenauer Ortsgeschichte ein. Bei seinen ärztlichen Hausbesuchen blickte er auch in die Kochtöpfe, um dort Anhaltspunkte für mögliche Krankheitsursachen zu finden. Das betraf im Wesentlichen die Cholera.
Im Ort war er Leiter der Feuerwehr und regte 1860 die Gründung des Männerturnvereins Lindenau an. Bis zur Eingemeindung Lindenaus in die Stadt Leipzig wirkte er im Gemeinderat der Landgemeinde Lindenau.
Goetz war Abgeordneter des Norddeutschen Reichstags seit 1867 und des Deutschen Reichstags. Er wurde 1867, 1887 und 1890 direkt gewählt.

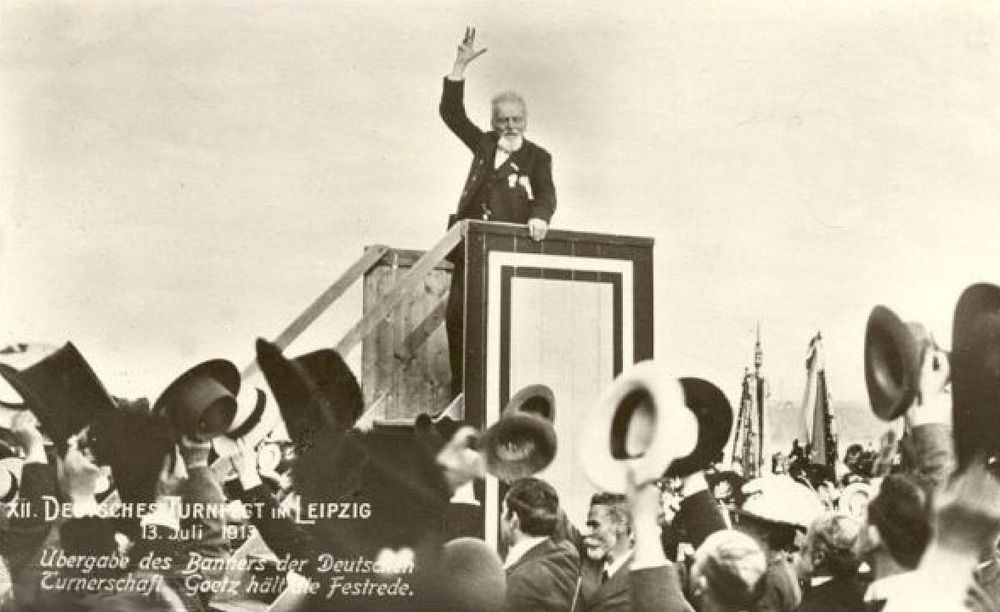
Als 87-jähriger bei der Festrede zum XII. Deutschen Turnfest

1858 übernahm er die Redaktion der Deutschen Turnzeitung. Zusammen mit seinem Freund, dem Unternehmer Karl Heine (1819–1888), war er Gründer bzw. Initiator zahlreicher Bürger- und sozialer Vereine in Leipzig. Mit Hugo Rühl (1845–1922) gab er 1879 das Handbuch der Deutschen Turnerschaft heraus. Rühl wiederum widmete ihm eine Biographie.
Goetz war wesentlich an der Organisation des XII. Deutschen Turnfests 1913 in Leipzig mit mehr als 60.000 Teilnehmern beteiligt und hielt als Siebenundachtzigjähriger die Festrede.
Am 13. Oktober 1915 starb Ferdinand Goetz in seinem Wohnhaus. Er liegt auf dem Friedhof Leipzig-Lindenau begraben. An dem von der Deutschen Turnerschaft gewidmeten Kriegergedenkstein auf dem Leipziger Südfriedhof ist unten auf der linken Platte zu lesen: „Ferd. Goetz Vorsitzender der dt. Turnerschaft, Ehrengauvertreter † 13.10.1915“. Dieser Platz ist zugleich Grabstelle für den Festturnwart des XII. Deutschen Turnfestes Rudolf Witzgall (1853–1913). Die Reliefs schuf 1927 der Bildhauer Wilhelm Andreas (1882–1951).

## Bedeutung für das Turnen
Nach „Turnvater“ Friedrich Ludwig Jahn ist Goetz die herausragende Persönlichkeit der deutschen Turnerbewegung des 19. Jahrhunderts. Die Begegnung mit Jahn war für ihn von prägender Bedeutung. Seine wesentliche Bedeutung liegt in der Bildung der deutschen Turnerbewegung. Zusammen mit Theodor Georgii (1826–1892) gründete er 1868 die Deutsche Turnerschaft als Zusammenschluss der Turnvereine in Deutschland. Sie wurde zur damals weltgrößten Turnorganisation. Goetz wurde zunächst ehrenamtlicher Geschäftsführer und ab 1895 bis zu seinem Tode Vorstandsvorsitzender.
Besonders in seinen letzten Lebensjahren wurde Goetz sehr verehrt, mitunter auch als „Turnvater“ bezeichnet und gemeinsam mit Friedrich Ludwig Jahn genannt.

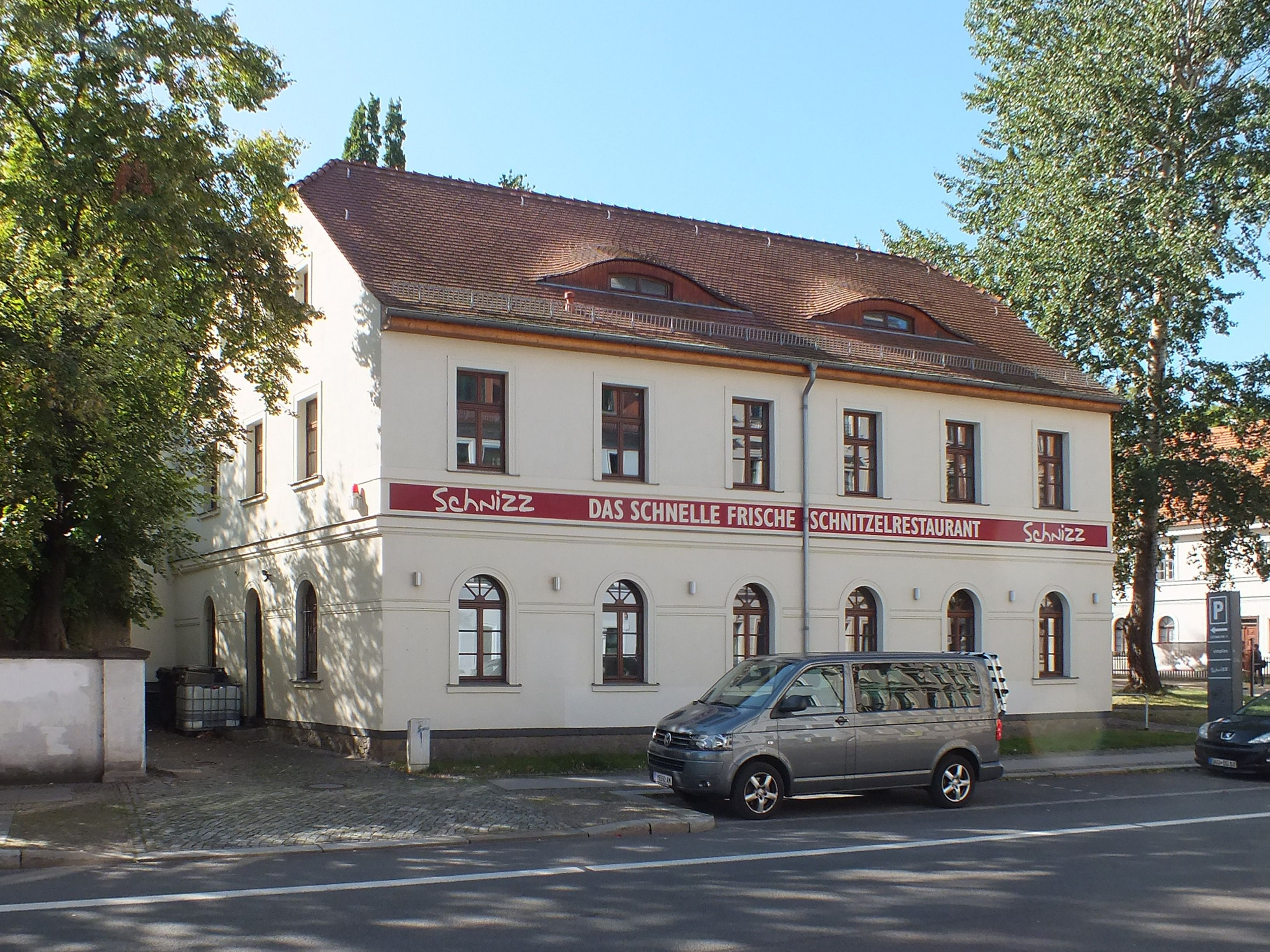
Das Goetz-Haus (2017)

Das Haus in der Lützner Straße entwickelte sich zum Mittelpunkt des Geschäftslebens der Deutschen Turnerschaft und zum Ort der Begegnung. Das von Goetz 1867 eingerichtete Archiv der Deutschen Turnerschaft, später Bibliothek, wurde lange Jahre in Lindenau geführt und betreut. Der Bau besitzt damit für die gesamtdeutsche Turn- und Sportbewegung großen historischen und ideellen Wert. Auch der kulturhistorische Wert für Leipzig darf hierbei genannt werden, weil es eines der wenigen Häuser aus der Zeit des Biedermeier ist, die noch erhalten geblieben sind. Es konnte 2001 vor dem drohenden Abriss bewahrt werden.
Goetz galt als einer der schärfsten Kritiker des Arbeitersports, dem er die notwendige sittliche und nationale Reife absprach. Allerdings sprach er sich in der „Völkischen Turnfehde“ vehement gegen das Verbot von Juden in Turnverbänden aus, da er eine Zersplitterung derselben befürchtete, die durch Gründung von Konkurrenzverbänden entstehen könnte. Sein Eintreten gegen antisemitische Tendenzen wiederum stempelte ihn bei den radikalen Rechten zum „Judenfreund“, was er so ganz bestimmt nicht gewesen ist.
Goetz stand der Idee der Olympischen Spiele kritisch gegenüber. Er forderte einen Boykott der ersten Olympischen Spiele der Moderne mit der Begründung, dass „nur Untreue gegenüber dem Vaterland und eitle Ruhmsucht“ dazu verleiten könne, an den „mit deutscher Ehre unverträglichen“ Olympischen Spielen teilzunehmen.
Goetz war Taufpate des am 24. Mai 1913 geborenen Willi Daume (1913–1996), der später NOK-Präsident der Bundesrepublik Deutschland wurde.
In der Zeit nach dem Zweiten Weltkrieg geriet Goetz in seiner Heimat in Vergessenheit. Erst nach dem Zusammenbruch der DDR kam er wieder in das öffentliche Bewusstsein.

## Mitgliedschaften und Ehrungen

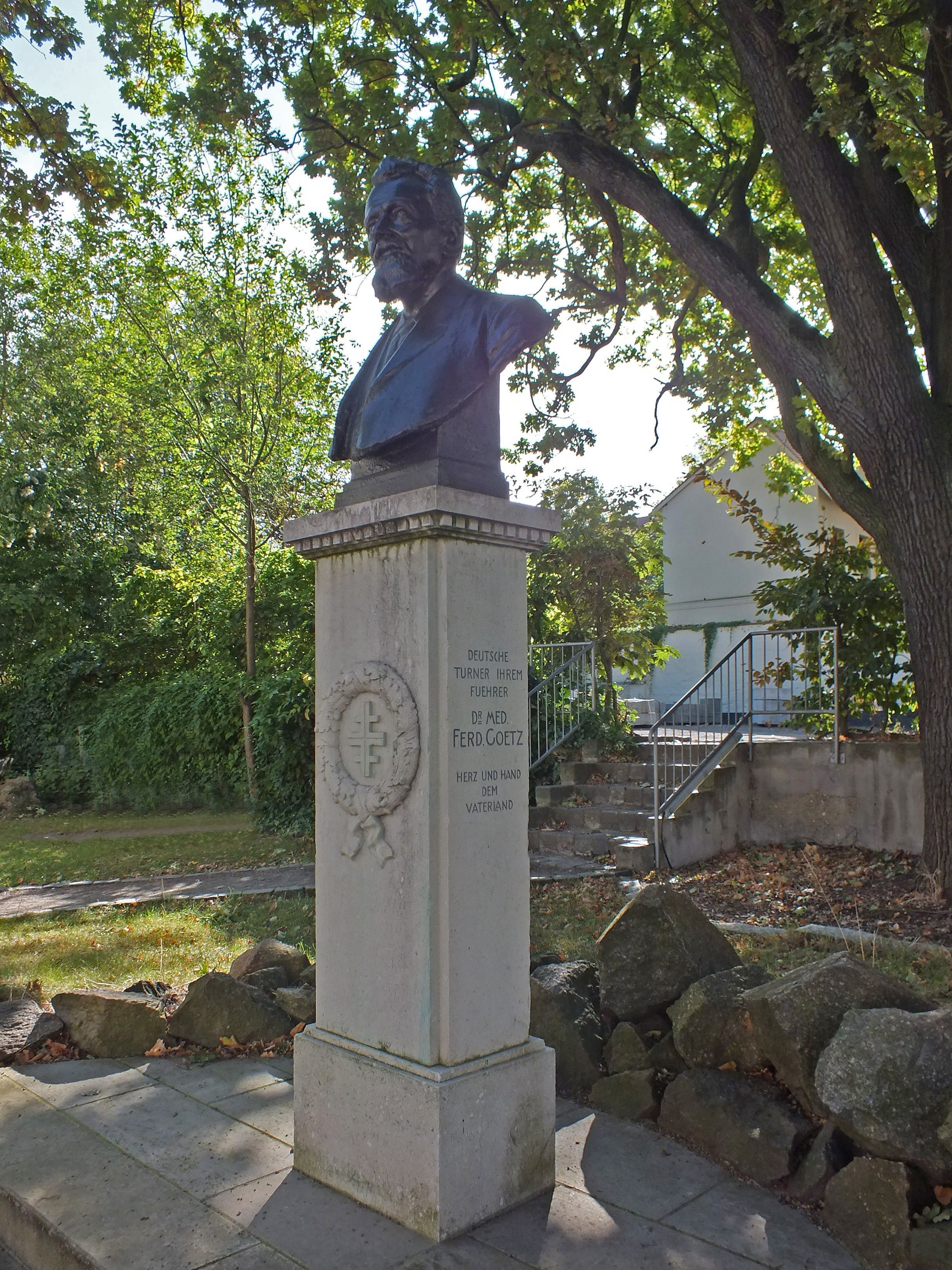
Das Denkmal im Garten des Goetz-Hauses (2017)

Ferdinand Goetz war Mitglied der Leipziger Freimaurerloge Minerva zu den drei Palmen und Ehrenmitglied in der Studentenverbindung seines Sohnes Walter, der Turnerschaft Munichia München (heute Turnerschaft Munichia Bayreuth).
1859 wurde er Mitglied der Altherrenschaft der der Leipziger Burschenschaft Germania und 1887 Ehrenmitglied der Burschenschaft Normannia Leipzig.
Bereits zu Lebzeiten wurde 1896 anlässlich seines 70. Geburtstages in Lindenau eine Straße in der Nähe seines Wohnhauses nach ihm benannt.
Anlässlich seines 100. Geburtstages im Mai 1926 weihte ihm die Deutsche Turnerschaft ein vom Leipziger Bildhauer Carl Seffner geschaffenes Denkmal, welches noch immer im Garten des Grundstücks des Goetz-Hauses steht.
Für die Errichtung der Jahn-Gedenkstätten – wie der Erinnerungsturnhalle – in Freyburg an der Unstrut verlieh ihm die Stadt die Ehrenbürgerwürde. In der Schützenstraße erinnert unterhalb der Friedrich-Ludwig-Jahn-Ehrenhalle ein Gedenkstein an „Dr. Goetz“.
Nach Goetz benannte Straßen gibt es im Frankfurter Stadtteil Fechenheim und im Berliner Ortsteil Tempelhof, hier allerdings als Götzstraße.
Zu Ehren von Ferdinand Goetz rief die Deutsche Turnerschaft seit 1921 jährlich an Christi Himmelfahrt zu einem „Turnfahrtentag“ auf, der bei den Turnern schnell zur „Götzwanderung“ wurde. Einige Turnvereine pflegen diese gesellige Tradition noch heute. Das wichtigste Utensil bei der Wanderung war früher der an einem Speer angebrachte Vereinswimpel, der von den Kindern mit Stolz der Gruppe vorangetragen wurde.